# Skeby socken
Skeby socken i Västergötland ingick i Kinnefjärdings härad och området ingår sedan 1971 i Götene kommun och motsvarar från 2016 Skeby distrikt.
Socknens areal är 9,40 kvadratkilometer varav 9,38 land. År 2000 fanns här 145 invånare. Kyrkbyn Skeby med sockenkyrkan Skeby kyrka ligger i socknen.

## Administrativ historik
Socknen har medeltida ursprung.
Vid kommunreformen 1862 övergick socknens ansvar för de kyrkliga frågorna till Skeby församling och för de borgerliga frågorna bildades Skeby landskommun. Landskommunen uppgick 1952 i Husaby landskommun som 1967 uppgick i Götene köping som 1971 ombildades till Götene kommun. Församlingen uppgick 2002 i Källby församling.
1 januari 2016 inrättades distriktet Skeby, med samma omfattning som församlingen hade 1999/2000.  
Socknen har tillhört län, fögderier, tingslag och domsagor enligt vad som beskrivs i artikeln Kinnefjärdings härad. De indelta soldaterna tillhörde Västgöta-Dals regemente, Kållands kompani.

## Geografi
Skeby socken ligger öster om Lidköping sydost om Kinneviken, Vänern och med Öredalsån i väster. Socknen är en odlad slättbygd.

## Fornlämningar
Från järnåldern finns spridda gravhögar och domarringar.

## Namnet
Namnet skrevs 1397 Scipeby och kommer från kyrkbyn. Efterleden är by, 'gård; by'. Förleden innehåller skip, 'skepp'.